# Eremiascincus intermedius
Espèce
Synonymes
- Lygosoma fasciolatum intermedium Sternfeld, 1919

Eremiascincus intermedius est une espèce de sauriens de la famille des Scincidae.

## Répartition
Cette espèce est endémique d'Australie. Elle se rencontre dans le Territoire du Nord et en Australie-Occidentale.

## Publication originale
- Sternfeld, 1919 : Neue Schlangen und Echsen aus Zentralaustralien. Senckenbergiana, vol. 1, p. 76-83 (texte intégral).